# NGC 489
NGC 489 ist eine Linsenförmige Galaxie vom Hubble-Typ S0 im Sternbild Fische auf der Ekliptik. Sie ist schätzungsweise 116 Millionen Lichtjahre von der Milchstraße entfernt und hat einen Durchmesser von etwa 75.000 Lichtjahren. Vom Sonnensystem aus entfernt sich die Galaxie mit einer errechneten Radialgeschwindigkeit von näherungsweise 2.500 Kilometern pro Sekunde.
Sie gilt als Teil der 11 Galaxien umfassenden Lyons Groups of Galaxies LGG 23 unter NGC 524.
Das Objekt wurde am 22. Dezember 1862 von dem deutsch-dänischen Astronomen Heinrich Ludwig d’Arrest entdeckt.

## Galaktisches Umfeld
| Nr. | Galaxie                   | Alternativname            | Rek           | Dek           | Distanz/asec |
| --- | ------------------------- | ------------------------- | ------------- | ------------- | ------------ |
| →   | NGC 489                   | LEDA/PGC 4957             | 01h21m53.90s  | +09d12m23.6s  | 0            |
| 1   | LEDA/PGC 4918             | UGC 896                   | 01h21m27.40s  | +09d10m47.3s  | 404.98       |
| 2   | LEDA/PGC 4994             | CGCG 411-038              | 01h22m31.82s  | +09d16m53.2s  | 623.03       |
| 3   | LEDA/PGC 1361437          | 2MASX J01224142+0912264   | 01h22m41.42s  | +09d12m26.0s  | 701.98       |
| 4   | WISEA J012225.35+090334.4 | NSA 129272                | 01h22m25.35s  | +09d03m34.4s  | 704.76       |
| 5   | LEDA/PGC 87283            | WISEA J012239.70+090858.8 | 01h22m39.70s  | +09d08m58.0s  | 708.90       |
| 6   | LEDA/PGC 4995             | MRK 568                   | 01h22m26.65s  | +09d03m15.5s  | 732.12       |
| 7   | LEDA/PGC 212735           | NSA 129288                | 01h22m38.186s | +09d03m45.45s | 836.35       |
| 8   | LEDA/PGC 1365130          | 2MASX J01213771+0926230   | 01h21m37.73s  | +09d26m23.0s  | 872.69       |
| 9   | LEDA/PGC 212736           | WISEA J012257.34+090716.0 | 01h22m57.50s  | +09d07m15.0s  | 991.31       |